# Обелиск в честь 50-летия установления Советской власти (Константиновск)
Обелиск в честь 50-летия установления Советской власти — памятник-обелиск в городе Константиновске Ростовской области, установленный в честь 50-летия установления Советской власти на Дону.
Адрес: Ростовская область, г. Константиновск, пересечение Комсомольской и Коммунистической.

## История
Советская власть на Дону утверждалась в боях с белогвардейцами. В начале 1920 года она окончательно установилась. Обелиск в честь 50-летия установления Советской власти  на Дону был установлен и открыт на пересечении улиц Комсомольской и Коммунистической в городе Константиновске Ростовской области в ноябре 1967 года.
Обелиск сооружен согласно решению Районного совета депутатов трудящихся за №222 от 21 июня 1967 года. Автором проекта памятника-обелиска был ростовский скульптор, бывший главный архитектор проектов «Облархпроекта», заведующий кафедрой архитектуры Ростовского инженерно-строительного института, Григор Владимир Иванович (1913-1996). В сооружении обелиска также принимала участие молодежь и другие  жители города.
Обелиск изготовлен из обложенного кирпичом железного каркаса, забетонированого изнутри. Обелиск оштукатурен цементом и покрыт мраморной плиткой.
Обелиск представляет из себя четырехгранную, квадратную в сечении колонну высотой 11 метров и размерами в сечении 1,2х1,2 метров. На каждой стороне обелиска написаны даты: 1917 - 1967. Колонна установлена на двухступенчатом железобетонном пьедестале.  В свое время в обелиске было замуровано письмо Константиновских комсомольцев к комсомольцам 2000 года. В конце 2015 – начале 2016 года произведен капитальный ремонт памятника, восстановлена отлетевшая плитка, благоустроена территория вокруг обелиска.